# براندیس ناد اورلیتسی
براندیس ناد اورلیتسی (به چکی: Brandýs nad Orlicí) یک منطقهٔ مسکونی و شهرستان دارای شهرک سابقاً روستا در جمهوری چک است که در ناحیه اوستی ناد اورلیتسی واقع شده‌است. براندیس ناد اورلیتسی ۱٬۴۰۰ نفر جمعیت دارد.